# Hôtel de Ville - Louis Pradel (métro de Lyon)
Hôtel de Ville - Louis Pradel est une station des lignes A et C du métro de Lyon, située à cheval sur les places Louis-Pradel et de la Comédie dans le quartier des Terreaux dans le 1er arrondissement de Lyon, préfecture de la région Auvergne-Rhône-Alpes.
Elle est mise en service en 1978, lors de l'ouverture à l'exploitation de la ligne A et du prolongement au sud de la ligne C.

## Situation ferroviaire
La station Hôtel de Ville - Louis Pradel à l'intersection des lignes A et C, entre les stations Cordeliers et Foch pour la ligne A et est le terminus de la ligne C, dont la station suivante est Croix-Paquet.

## Histoire

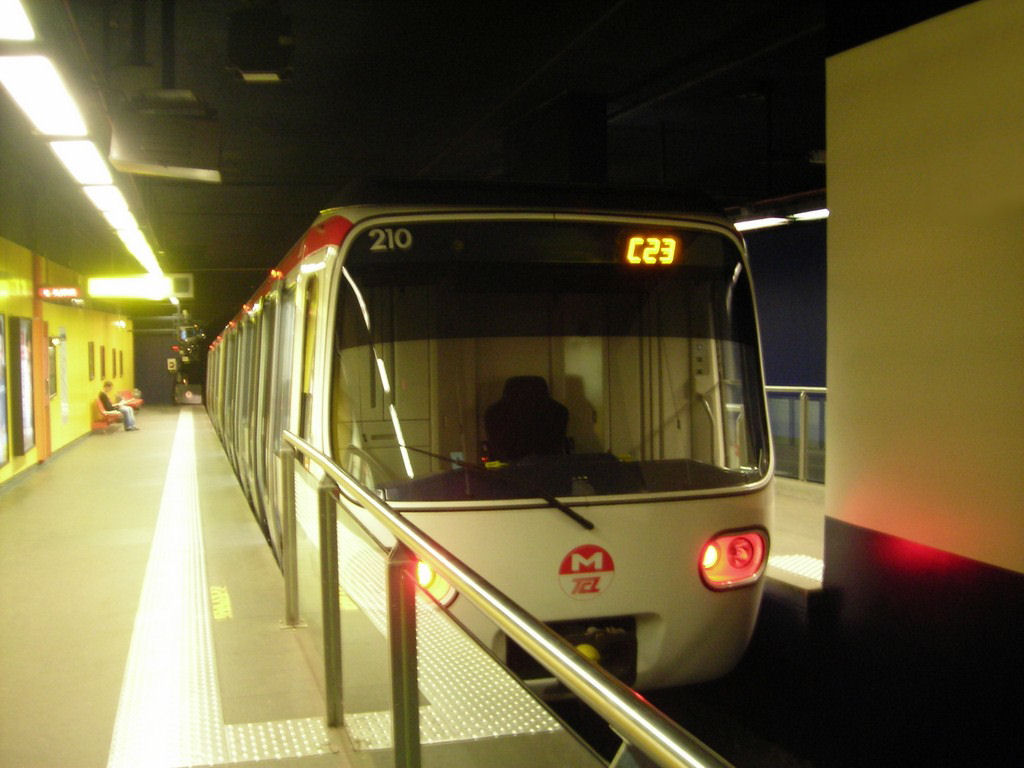
MCL 80 de la ligne C à quai. À droite de l'image, les piliers dont certains obstruent les portes.

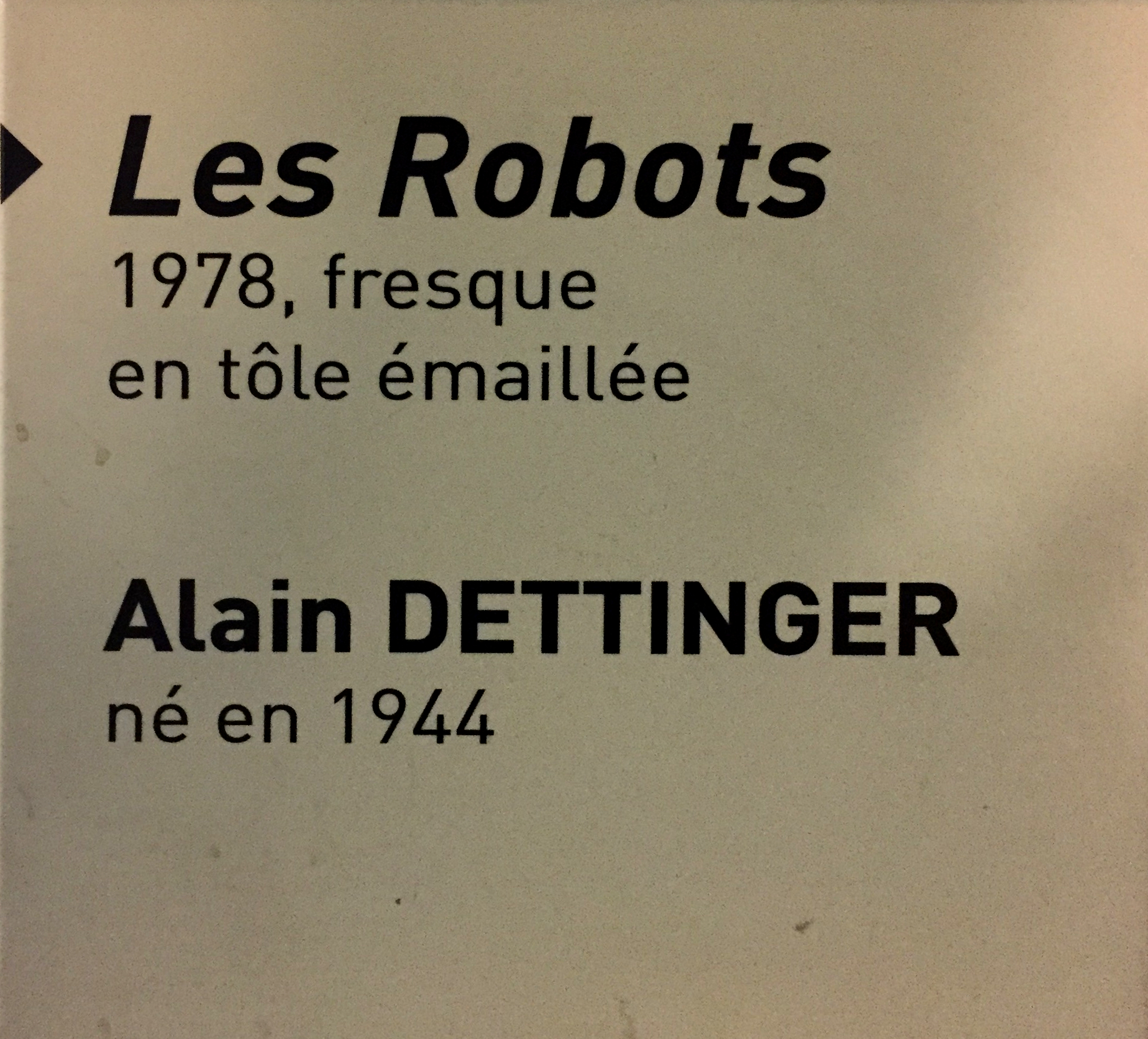
Plaque explicative de l'œuvre « Les Robots » d'Alain Dettinger.

La station « Hôtel de Ville - Louis Pradel », est mise en service le 2 mai 1978, lors de l'ouverture officielle de l'exploitation de la ligne A du métro de Lyon, de la station de Perrache à celle de Laurent Bonnevay - Astroballe, combinée au prolongement de la ligne C du métro de Lyon depuis la station Croix-Paquet,.
La station doit son nom à la fois de sa proximité avec l'hôtel de ville et avec la place Louis-Pradel, nommée en l'honneur du maire de Lyon entre 1957 et 1976 qui fut à l'origine de la construction du métro lyonnais.
La station se situe majoritairement sous la place de la Comédie, entre l'l'hôtel de ville et l'opéra de Lyon. Elle est sur deux niveaux, le niveau supérieur est utilisé par la ligne A et est construite sur le modèle classique des premières stations du métro lyonnais, deux voies avec deux quais latéraux de 70 mètres de longueur et larges de 3 mètres chacun, et le niveau inférieur est le terminus de la ligne C, en cul-de-sac, avec deux voies, un quai latéral et un quai central, le quai latéral servant à la montée et le quai central servant à la descente, situation qu'on appelle la solution espagnole. Il n'y a pas de personnel, des automates permettent l'achat et d'autres le compostage des billets.
Au niveau de la ligne C, les piliers du quai central sont implantés au ras de la voie implantée du côté du quai latéral, utilisée en service normal tandis que celle implantée entre le quai central et le mur ne sert qu'en cas d'incident, et combinée au fait que l'espacement des piliers est différent de celui des portes des rames, certaines portes s'ouvrent sur les piliers, situation insolite signalée par des affiches sur les portes incriminées.
L'un des accès à la station donnant sur la rue Joseph-Serlin est supprimé dans les années 1990 lors du second réaménagement de la rue de la République, tandis que le bandeau-caisson lumineux orange décorant les quais de la ligne C a été supprimé. Elle a été repeinte en 2012, les murs des quais de couleur bleu et les accès couleur jaune vif ont laissé place au jaune coquille d’œuf.
La station est équipée d'ascenseurs pour l'accès aux personnes à mobilité réduite depuis 2002 et de portillon d'accès depuis le 5 juillet 2005.
Entre octobre 2014 et la fin de l'année 2015, la station Hôtel de Ville - Louis Pradel a fait l'objet d'une rénovation pour un montant de 1,12 million d'euros, réalisé par le cabinet [siz’-ix] architectes (Emmanuelle Andreani & Étienne Régent), et qui fait partie d'un programme qui concerne jusqu'à début 2017 la rénovation de trois autres stations : Charpennes - Charles Hernu, Gare Part-Dieu - Vivier Merle et Bellecour,. La rénovation consiste à recarrosser la station sauf au niveau de la ligne C où les murs sont simplement repeints avec trois thèmes différents : les quais de la ligne A, sont décorés de teintes oscillant entre le marron et le brun qui doivent évoquer l’opéra, les quais de la ligne C et leurs accès arborent un rouge vif censé évoquer la colline de la Croix-Rousse et enfin le couloir vers la sortie de l'annexe de l'hôtel de ville est censé évoquer évoquer les institutions. Le mur de la sortie sur la rue de la République en direction de Vaulx-en-Velin - La Soie est recouvert de 30 000 selfies formant une photo de la place des Terreaux. Enfin, les deux œuvres d'art de la station ont été remises en valeur.
En février 2018, le SYTRAL annonce les suites de l'étude du projet de création d'une ligne E du métro devant se relier le centre de Lyon aux hauteurs du 5e arrondissement. Plusieurs tracés ont été proposés comprenant deux possibilités de terminus au niveau de la Presqu'île : Bellecour ou Hôtel de Ville - Louis Pradel, chacune de ces deux stations proposant une correspondance avec deux autres lignes de métro. La proposition de tracé partant de la station Hôtel de Ville - Louis Pradel s'engagerait donc vers l'ouest pour passer sous la Saône avant d'atteindre la gare Saint-Paul, pour ensuite se diriger sous la colline de Fourvière afin de rejoindre les quartiers du 5e arrondissement puis la gare d’Alaï.

## Service des voyageurs

### Accueil
La station compte six accès, deux par sens de part et d'autre des quais de la ligne A à cheval sur la place de la Comédie et la rue de la République, un accès commun aux deux lignes sur la place de la Comédie au pied de l'Opéra et un accès donnant directement sur le quai de la ligne A direction La Soie ainsi qu'un accès vers la ligne C situé dans l'annexe de l'Hôtel de Ville, à l'angle de la place Louis-Pradel et de la rue Puits-Gaillot. Elle dispose de distributeurs automatiques de titres de transport et de valideurs couplés avec les portillons d'accès.

### Desserte
Hôtel de Ville - Louis Pradel est desservie par toutes les circulations des lignes.

### Intermodalité
La station est desservie, à l’Ouest par les lignes S1 et S6 du réseau Transports en commun lyonnais (TCL) via l’arrêt Hôtel de Ville - Louis Pradel situé rue du Président-Édouard-Herriot vers la place des Terreaux, face au musée des beaux-arts.
La station est desservie à distance, sur les quais du Rhône, par les lignes d'autobus C23 et par les lignes 9 et 59 du réseau TCL ainsi que par les lignes A32 et A71 du réseau Cars Région Ain.
Jusqu'au 21 juin 2025, date d'entrée en vigueur de la zone à trafic limité en presqu’île, la station était directement desservie par les lignes de trolleybus C3, C13, C14, C18 et ainsi que par les lignes d'autobus 19, S12 et les lignes de bus Pleine Lune PL1, PL2, PL3.
Depuis cette date, la desserte de la presqu’île s’effectue aux Cordeliers, rue Grenette et sur les quais de Saône.
Outre les rues et places avoisinantes, elle permet de rejoindre à pied différents sites, notamment : l'opéra, l'hôtel de ville, la place des Terreaux, le musée des beaux-arts (palais Saint-Pierre) et le collège-lycée Ampère.

## Œuvres d'art
La station compte deux œuvres d'art placées dans les escaliers entre les quais de la ligne C et ceux de la ligne A vers Perrache pour la première et vers Vaulx-en-Velin - La Soie pour la seconde :
La première est baptisée « La danse (hommage à Oskar Schlemmer) » réalisée par Joseph Ciesla, elle rend hommage au chorégraphe Oskar Schlemmer. Elle est placée dans une niche juste au-dessus du passage, rendant son observation difficile.
La seconde est baptisée « Les Robots » réalisée par Alain Dettinger, elle représente des personnages peints en tonalités de bleu, censée représenter une foule en attente.